# Orimalang
Orimalang is een bestuurslaag in het regentschap Cirebon van de provincie West-Java, Indonesië. Orimalang telt 3128 inwoners (volkstelling 2010).